# 浜川戸砂丘

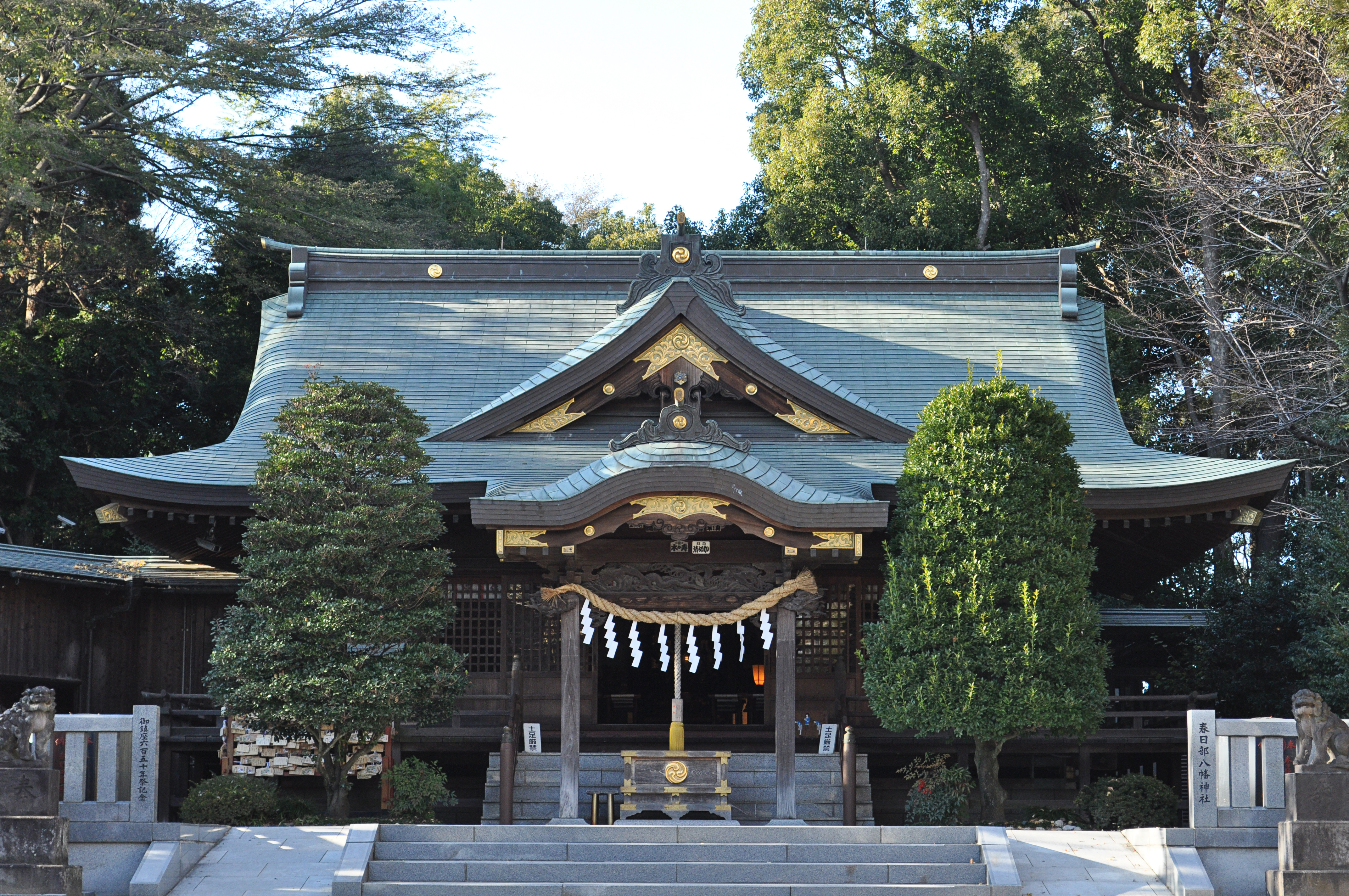
浜川戸砂丘に鎮座する春日部八幡神社

浜川戸砂丘（はまかわどさきゅう）は、埼玉県春日部市粕壁地区に所在する河畔砂丘。2016年（平成28年）に埼玉県指定天然記念物に指定されている。中川低地の河畔砂丘群の1つである。

## 概要
浜川戸砂丘は河畔砂丘（内陸砂丘）に区分される砂丘群である。砂丘はかつての旧利根川（現：大落古利根川）と古隅田川が分岐し、古隅田川が最初に蛇行する地点の滑走斜面側の流路の東に発達している。小規模な2列の砂丘列から構成され、北東から南西に向かい直線状となっている。砂丘は平安時代から室町時代の寒冷期に榛名山や浅間山の火山灰などからできた砂が強い季節風に乗って旧利根川の河道沿いに吹き溜められ形成されている。2016年（平成28年）3月15日に埼玉県指定天然記念物となった。
Ⅰは春日部八幡神社（春日部稲荷神社）の境内に所在し、長さ200 m・幅53 m・高さ（低地との比高）4.5 mである。ⅡはⅠの北方に所在し、長さ200 m・幅30 m・高さ約2 mである。高さについては1/5,000の国土基本図からの読み取りは難しく、現地調査で割り出されている。Ⅰの砂丘においてはハンドオーガー・ボーリングが行われ、約4 mの砂丘砂の存在が確認されている。地表下1.2 mと2.5mの風成層の試料からは角閃石の含有率が20 ％であり、他の河畔砂丘と比べその含有量が多くなっている。全砂粒分析としては軽石粒および安山岩片が他の河畔砂丘に比べ多く含まれている。
砂丘の形成時期に関しては、浜川戸砂丘の北側で浜川戸遺跡の発掘調査が1980年（昭和55年）から34次にわたり春日部市教育委員会によって行われている。この調査では砂丘列Ⅰまで調査が行われており、砂丘砂とその下に位置している自然堤防の砂質シルト層の観察が行われている。浜川戸遺跡はこの砂質シルト層を基盤に分布しており、第3次発掘調査（1981年［昭和56年］夏季）の際に砂丘砂の基底付近において平安時代末期頃の土器が出土している。Ⅱの砂丘列においては1986年（昭和61年）に春日部市教育委員会により砂丘上で鎌倉時代中期頃の墓が発掘調査された。ここでは板石塔婆のうち弘安6年（1283年）6月および徳治3年（1308年）2月と記されたものや、数体分の人骨・土器類が出土している。上述の事から平安時代末期頃に形成が開始され、弘安6年には完成していたとみられている。
なお、砂丘名にもなっている「浜川戸」はもとは大字粕壁の小字であり、今日では西部第三土地区画整理事業の行われた地区名（浜川戸一丁目・二丁目）にもなっている。

## 周辺
- 北部浄水場
- 浜川戸公園
- 古隅田川
- 浜川戸郵便局
- 埼玉県立春日部高等学校
- 東武野田線八木崎駅